# أيكان (استوديو)

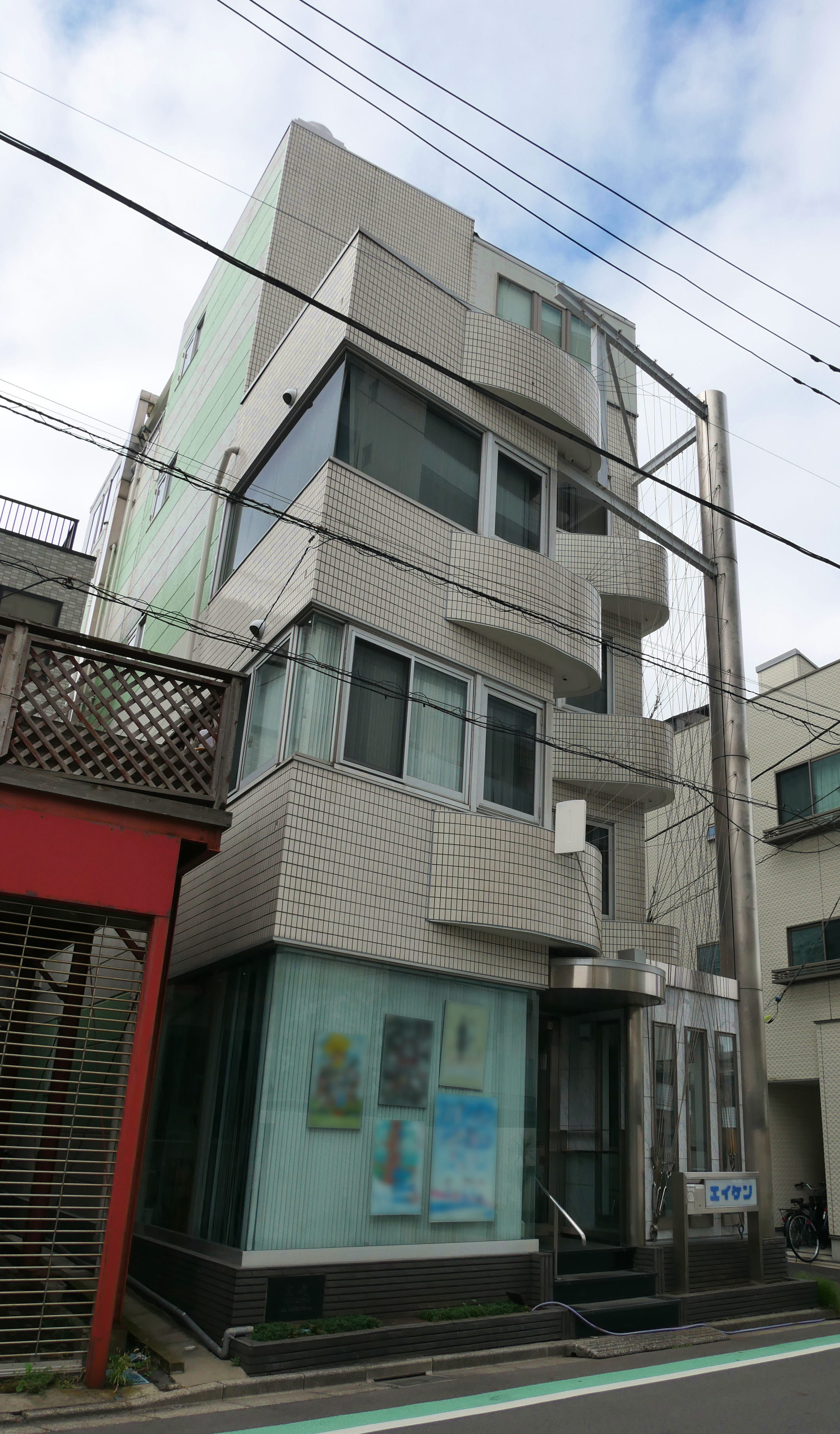

أيكان (بالإنجليزية: Eiken)‏ هو ستوديو أنمي ياباني يقع مقره في طوكيو، اليابان. كان يعرف سابقا بـ «شركة تلفاز اليابان» قبل تغيير اسمه إلى أيكان في عام 1969.

## أعمال
- رعد العملاق
- سازايه-سان
- أبي الحنون

## وصلات خارجية
- أيكان على موقع ANN company (الإنجليزية)

- الموقع الرسمي